# Castèunòu de Còntes
Castèunòu e Vilavièlha (en francès Châteauneuf-Villevieille) és un municipi francès situat al departament dels Alps Marítims i a la regió de Provença – Alps – Costa Blava.

## Demografia
| 1962                                       | 1968 | 1975 | 1982 | 1990 | 1999 | 2006 |
| ------------------------------------------ | ---- | ---- | ---- | ---- | ---- | ---- |
| 206                                        | 225  | 260  | 402  | 571  | 684  | 822  |
| Des de 1962: població sense dobles comptes |      |      |      |      |      |      |

## Administració
| Període | Identitat   | Partit |
| ------- | ----------- | ------ |
| 1999-   | Edmond Mari |        |